# Slovenská bílá husa

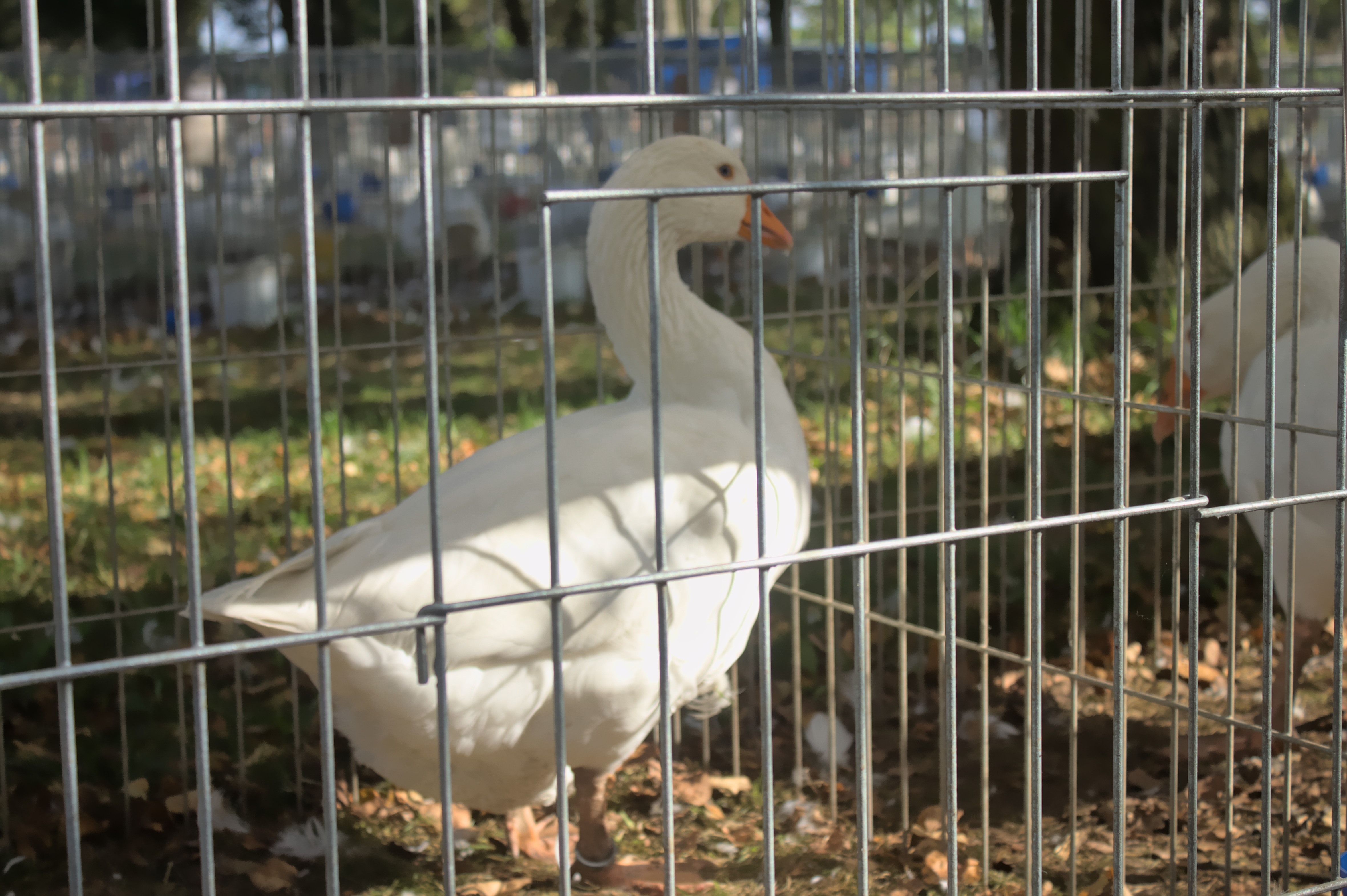
Husy slovenské na výstavě v Třebechovicích pod Orebem.

Slovenská bílá husa (slovensky Slovenská biela hus), někdy též uváděná jako Slovenská podunajská husa) je národní plemeno Slovenska vyšlechtěna v okolí Nitry.

## Popis plemene
Slovenská bílá husa představuje středně těžké plemeno, vhodné na produkci masa, játra a peří. Vyznačuje se kompaktním, mírně šikmým držením tele, ušlechtilého vzhledu a pevné konstituce. Je to plemeno otužilé s dobrým zužitkováním pastvy se zachovaným pudem sezení na vejcích. Samice snáší okolo 12 až 14 vajec, které jsou bílé barvy.

## Původ plemena
Vznikla křížením místních hus z Podunajska s husami maďarskými a emdemskými. Do plemena byly občas živelně zkřížené také některé další plemena, především husa pomořanská. Standardní zvířata se do značné míry podobají pomořanským husám, nemálo zvířat se ale od standardu poměrně dost liší. Je zde velmi málo patrný pohlavní dymorfismus, tzn. samec a samice se jen velmi málo odlišují.

## Rozšíření a počet
V roce 2004 bylo celkem 17 míst na území západního a středního Slovenska, kde probíhal chov slovenské husy.
Vzhledem k malému počtu chovaných jedinců (150 samic a 75 samců) se považuje slovenská bílá husa za ohrožené plemeno.